# Hemerocallis exilis
Hemerocallis exilis är en grästrädsväxtart som beskrevs av Yoshisuke Satake. Hemerocallis exilis ingår i släktet dagliljor, och familjen grästrädsväxter. Inga underarter finns listade i Catalogue of Life.